# Inter Rail
Inter Rail är en svensk långfilm från 1981 i regi av Birgitta Svensson. Den var tillåten från elva år och premiärvisades den 9 februari samma år.

## Handling
Filmen följer Eva på resa genom Europa.

## Rollista
- Lena Raeder - Eva
- Hannes Holm - Bosse
- Gunnar Falk - Klaus Berger, Evas kille
- Josep Torrents - Idnacio González-Torres, advokaten i Spanien
- Friedhelm Lehmann - Horst Zimmermann, fotografen i Berlin
- Marianne Jansson - Janic, flickan i gatuteatern i Berlin
- Leon Vitali - Ron
- Nadala Batiste - Antonia, advokatens tjänstekvinna
- Francesco Jarque - borgmästaren i Lloret del Mar
- José María Cañete - den gamle i baren
- Joe Keyes	- Bob
- Salvador Escamilla - Pepe El Canario, konferenciern på Carabella Club i Lloret del Mar
- Stefan Friedrich - Heinz Robach, killen i Berlin
- Ernest Serrahima - vandrarhemmets uppsyningsman
- Gabriel Renom
- Sheldon Krebs

## Musik
Ulf Dageby komponerade instrumentallåtarna "Interrail" och "Olamana" till filmen.

## Mottagande
Filmen ogillades av kritikerna, med undantag för Aftonbladet, som var positiv.

### Fotnoter
1. 1 2 3 4  ”Inter Rail”. Svensk Filmdatabas. http://sfi.se/sv/svensk-filmdatabas/Item/?itemid=5582&type=MOVIE&iv=Basic&ref=/templates/SwedishFilmSearchResult.aspx?id%3d1225%26epslanguage%3dsv%26searchword%3dInter+Rail%26type%3dMovieTitle%26match%3dBegin%26page%3d1%26prom%3dFalse. Läst 3 augusti 2012.